# عبد الحكيم عمراني
عبد الحكيم عمراني (18 فبراير 1991 فرنسا - ) هو لاعب كرة قدم جزائري يلعب كلاعب وسط.

## روابط خارجية
- عبد الحكيم عمراني على موقع رابطة كرة القدم الفرنسية للمحترفين (الإنجليزية)
- عبد الحكيم عمراني على موقع قاعدة بيانات كرة القدم.إي يو (الإنجليزية)
- عبد الحكيم عمراني على موقع ليكيب (الفرنسية)
- عبد الحكيم عمراني على موقع Soccerway.com (الإنجليزية)
- عبد الحكيم عمراني على موقع عالم كرة القدم.نت (الإنجليزية)